# Stadion im. Branka Čavlovicia-Čavleka
Stadion im. Branka Čavlovicia-Čavleka (chorw. Stadion Branko Čavlović-Čavlek) – wielofunkcyjny stadion w Karlovacu, w Chorwacji. Został otwarty w 1975 roku. Obiekt może pomieścić 12 000 widzów. Swoje spotkania rozgrywa na nim drużyna NK Karlovac.